# Parafia Nawiedzenia Najświętszej Maryi Panny w Lisowie
Parafia Nawiedzenia Najświętszej Maryi Panny w Lisowie – jedna z 13 parafii rzymskokatolickich dekanatu jedlińskiego. 

## Historia
Lisów był gniazdem rodu Lisowskich, herbu Lis. W 1414 dziedzice, wystawiwszy kościół drewniany pw. Wniebowzięcia NMP i św. Agnieszki, wystarali się u prymasa Mikołaja Trąby o erygowanie filii par. Goryń, z siedzibą dla księdza. Kolejny kościół, fundacji Hieronima Piaseckiego starosty gieranowskiego i jego żony Anny, powstał w 1644. Był drewniany i kryty gontem. Konsekrował go w 1637 bp. Stanisław Starczewski sufragan płocki. Kościół ten służył parafianom katolikom z Jedlińska, gdy ich kościół został zajęty przez arian od połowy XVI do początku XVII w. Kościół był zniszczony i został rozebrany w 1847. Do 1881 parafianie uczęszczali do Piaseczna, gdzie był kościół przy cmentarzu grzebalnym. Obecny kościół pw. Nawiedzenia NMP, według projektu Antoniego Kacpra Wąsowskiego (Wąsowicza) z Radomia, zbudowany został w latach 1879–1881 staraniem ks. Pawła Pawłowskiego. Poświęcił go w 1881 ks. Jan Kloczkowski, proboszcz z Jedlińska, a konsekrował go w 1920 bp Paweł Kubicki. W 1969 był restaurowany. Stanowi obiekt jednonawowy, zbudowany z cegły.

## Proboszczowie
- 1929–1950 – ks. Ignacy Jaworski
- 1950–1955 – ks. Franciszek Jurek
- 1955–1972 – ks. Stanisław Popiołkiewicz
- 1972–2003 – ks. kan. Jan Klimkowski
- od 2003 – ks. Czesław Sobolewski

## Terytorium
- Do parafii należą: Bartodzieje, Lisów, Piaseczno, Wola Bierwiecka[1].